# جيم دكورث
جيم دكورث (بالإنجليزية: Jim Duckworth)‏ هو لاعب كرة قاعدة أمريكي، ولد في 24 مايو 1939 في ناشيونال سيتي في الولايات المتحدة.